# 双龙站 (四川省)
双龙站是襄渝铁路上的一座铁路车站，位于四川省达州市通川区双龙镇境内。车站于1974年3月随襄渝铁路达县—万源段开办临时运营，1978年5月随襄渝铁路达县—胡家营段正式交付。车站隶属于西安铁路局安康车务段，现为四等局界站，西安铁路局与成都铁路局的管辖分界点位于站南。车站现主要办理货运业务。